# Kreis Minden-Lübbecke
Der Kreis Minden-Lübbecke ist ein Kreis im äußersten Nordosten des Landes Nordrhein-Westfalen und im Norden des Regierungsbezirks Detmold sowie der Region Ostwestfalen-Lippe. Der Kreis entstand 1973 im Wesentlichen durch Zusammenschluss der Kreise Minden und Lübbecke mit Minden als Kreisstadt und nennt sich aufgrund der Vielzahl dort erhaltener Windmühlen auch „Mühlenkreis Minden-Lübbecke“.
Im Kreis leben rund 310.000 Menschen. Dicht besiedelt ist dabei vor allem die Achse Minden-Porta Westfalica-Bad Oeynhausen entlang der wichtigen Verkehrswege zwischen Ruhrgebiet und Hannover, die sich nach Südwesten in Richtung Herford und Bielefeld fortsetzt.
Die landwirtschaftlichen Flächen spielen in dem Gebiet eine große Rolle. In der Wirtschaft dominieren mittelständische Unternehmen des Maschinen- und Anlagenbaus sowie der Elektrotechnik und des Spielautomatenbaus. Im Raum Bad Oeynhausen spielen auch der Tourismus und Gesundheitsdienstleistungen eine herausgehobene Rolle.
Der Kreis liegt größtenteils in der Norddeutschen Tiefebene und wird in Nord-Süd-Richtung von der Weser und in Ost-West-Richtung durch den Mittellandkanal durchflossen, die sich im Wasserstraßenkreuz Minden kreuzen. Das Kreisgebiet entspricht in etwa dem Gebiet des bis 1815 bestehenden preußischen Fürstentums Minden.
Bekannte Bauwerke und Sehenswürdigkeiten sind der Dom und das erwähnte Wasserstraßenkreuz in Minden, das Kaiser-Wilhelm-Denkmal am Weserdurchbruch Porta Westfalica, die preußischen Festungsbauwerke in Minden und der Burgmannshof in der Lübbecker Innenstadt.

## Geographie

### Lage

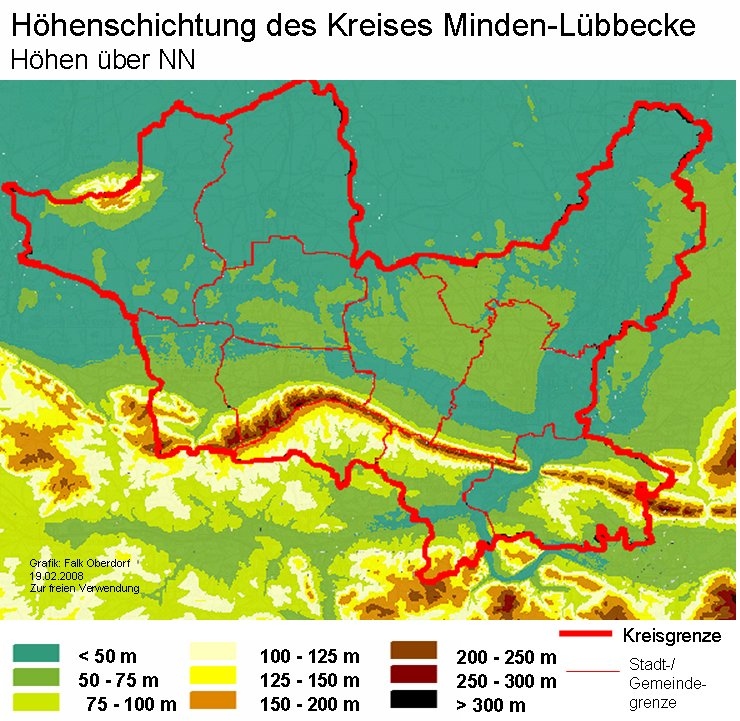

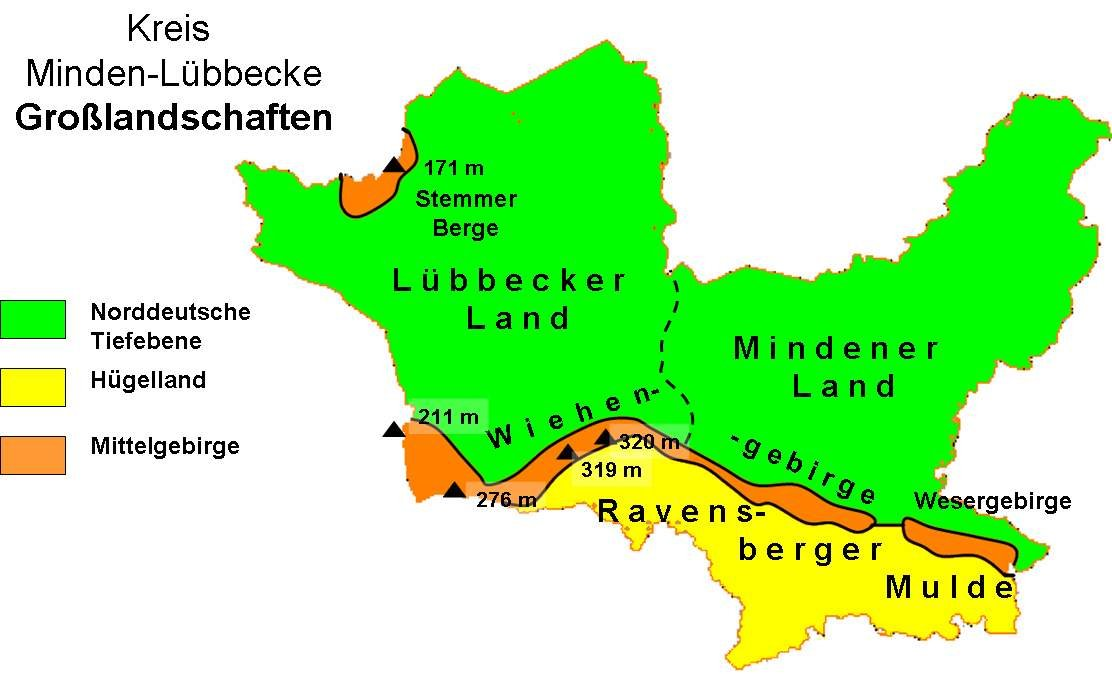
Landschaften

Der Kreis Minden-Lübbecke liegt im äußersten Nordosten des Landes Nordrhein-Westfalen in der Region Ostwestfalen-Lippe. Im Westen, Norden und Osten wird das Kreisgebiet von niedersächsischem Gebiet umschlossen.
Die Weser durchquert den Landkreis von Süd nach Nord und tritt an der Porta Westfalica aus dem Bergland in die Norddeutsche Tiefebene ein. Der Landkreis erstreckt sich überwiegend westlich der Weser, weist aber auch als einziger westfälischer Kreis größere Gebietsanteile östlich der Weser auf.
Der Kreis hat bei einer Fläche von 1152 km² eine maximale Nord-Süd-Ausdehnung von etwa 40 Kilometern und eine maximale West-Ost-Ausdehnung von 55 Kilometern. Von Preußisch Oldendorf im Westen bis Petershagen-Schlüsselburg im Nordosten beträgt die Entfernung rund 50 Kilometer. Von Porta Westfalica-Eisbergen im Südosten bis Stemwede-Dielingen im Nordwesten sind es rund 60 Kilometer.
Das Oberzentrum Hannover liegt rund 60 Kilometer östlich von Petershagen. Das Oberzentrum Bielefeld liegt rund 32 Kilometer südwestlich von Bad Oeynhausen. Bremen liegt rund 80 Kilometer nördlich von Rahden. Osnabrück liegt rund 35 Kilometer westlich von Preußisch Oldendorf.
Kulturräumlich kann das Kreisgebiet in das Ravensberger Land südlich des Wiehengebirges und das nördlich davon liegende Mindener Land unterschieden werden. Das Wesertal zwischen Porta Westfalica und Schlüsselburg gilt als „landesbedeutsamer Kulturlandschaftsbereich“.
In der zu Rahden gehörenden Ortschaft Preußisch Ströhen befindet sich als NRW-Nordpunkt der nördlichste Punkt des Landes Nordrhein-Westfalen.

#### Naturräumliche Gliederung
Naturräumlich hat das Kreisgebiet Anteil am Norddeutschen Tiefland und den Mittelgebirgen. Das Tiefland im Norden des Kreises nimmt rund 4/5 der Kreisfläche ein. Naturräumlich wird es im Kreisgebiet in die Wesertalung im Osten, die Rahden-Diepenauer Geest im Westen und Nordwesten sowie die Diepholzer Moorniederung im Norden untergliedert. Diese drei Naturräume zählen zur Dümmer-Geestniederung.
Die zum Weserbergland zählenden Mittelgebirge Wiehengebirge und Wesergebirge durchziehen das Kreisgebiet in west-östlicher Richtung und werden an der Porta Westfalica durch die Weser getrennt. Die höchsten Erhebungen des Kreises sind der 320 m ü. NHN hohe Heidbrink und der 319 m hohe Wurzelbrink im Wiehengebirge südlich von Lübbecke. Weiter westlich fällt das Wiehengebirge ab, fächert breiter auf und formt bei Preußisch Oldendorf in Verbindung mit seinem Nebenrücken Egge (220,2 m) das kleine Gebirgstal Eggetal. Die höchste Erhebung im Wesergebirge ist der 303 m hohe Papenbrink. Südlich des Wiehengebirges liegt das Ravensberger Hügelland. Als schmaler Saum am nördlichen Gebirgsrand des Wiehengebirges liegt das Lübbecker Lößland. Im Nordwesten des Kreisgebietes liegt in der Tiefebene der Stemweder Berg isoliert als nördlicher Vorposten des Mittelgebirgssystems mit dem Scharfen Berg (181 m) als höchstem Punkt. Im Süden der Stadt Bad Oeynhausen steigt der Kreis aus der Werreniederung langsam zum Lipper Bergland an, an dem der Kreis einen kleinen Anteil besitzt. Die Mittelgebirge bedecken mit ca. 72 km² etwa 1/16 der Kreisfläche. Der Kreisanteil am Ravensberger Hügelland umfasst mit ca. 142 km² 1/8 der Fläche.
Die Weser tritt im äußersten Südosten in das Kreisgebiet ein, formt im weiteren Verlauf den Großen Weserbogen und erreicht an der Porta Westfalica die Norddeutsche Tiefebene. Bei Petershagen im Nordosten verlässt die im ganzen Verlauf mäandrierende Weser das Kreisgebiet an seinem mit 27 m niedrigsten Punkt im Ortsteil Wasserstraße. Insgesamt fallen 59 Flusskilometer ihres Laufes in das Kreisgebiet.
Südlich und nördlich des Mittellandkanals bildeten sich im Urstromtal der Weser ursprünglich große Moore, die aber größtenteils durch den Menschen in Grünland umgeformt wurden. Das größte verbliebene Moor ist das Große Torfmoor, das heute unter Naturschutz steht.
Im Minden-Lübbecker Teil des Ravensberger Hügelland verläuft parallel zum Wiehengebirge die bei Bad Oeynhausen in die Weser mündende Werre. Im Südwesten durchbricht die noch junge Große Aue (sie entspringt rund zwei Kilometer südlich des Kreisgebietes) das Wiehengebirge und durchfließt die Norddeutsche Tiefebene Richtung Norden. Im Südosten des Kreises entspringt im Wiehengebirge der Große Dieckfluss. Er verläuft zunächst westlich der Großen Aue und mündet im äußersten Norden des Kreisgebietes in die Große Aue. Im Nordwesten ragt das Kreisgebiet bis auf 350 Meter Entfernung an das Ufer der Hunte heran.
Das Kreisgebiet liegt vollständig im Einzugsgebiet der Weser. Das Wiehen- und Wesergebirge bilden eine lokale Wasserscheide: südlich des Gebirgskammes fließen die Bäche nach Süden zur Werre, nördlich dessen zur Großen Aue oder direkt in die Weser. Der westlichste Teil der Gemeinde Stemwede und der Stadt Preußisch Oldendorf entwässern in die Hunte. Größere Seen liegen am Großen Weserbogen und im weiteren Verlauf der Weser sowie an der Aue (Großer Auesee) als Relikte des Kiesabbaus. Ein weiterer Reliktsee ist der Oberlübber Bergsee im Wiehengebirge. Im Großen Torfmoor hat der Torfabbau einige größere Seen zurückgelassen.

### Nachbarkreise
Der Kreis Minden-Lübbecke grenzt im Uhrzeigersinn, im Westen beginnend, an die Landkreise Osnabrück (Grenzlänge 31 km), Diepholz (Grenzlänge 36 km), Nienburg/Weser (Grenzlänge 61 km) und Schaumburg (Grenzlänge 42 km) (alle in Niedersachsen) sowie an die Kreise Lippe und Herford (Grenzlänge zusammen 45 km, beide in Nordrhein-Westfalen). Damit sind knapp 80 Prozent der Kreisgrenze zugleich Landesgrenze zu Niedersachsen.
| Landkreis Diepholz  |               | Landkreis Nienburg/Weser |
| Landkreis Osnabrück | Kompass       | Landkreis Schaumburg     |
|                     | Kreis Herford | Kreis Lippe              |

### Raumordnung
In der Raumordnung bildeten Lübbecke und Minden die Zentren für die jeweiligen Altkreise. Nach der Festlegung im Landesentwicklungsplan Nordrhein-Westfalen werden die Städte Minden, Bad Oeynhausen, Porta Westfalica, Petershagen, Lübbecke und Espelkamp jeweils als Mittelzentrum ausgewiesen.  Minden wird dabei als Mittelzentrum für einen Einzugsbereich von etwa 200.000 Einwohnern klassifiziert.
Bielefeld ist als Metropolregion Ostwestfalen-Lippes für den größten Teil des Kreises das Oberzentrum. Im Nordwesten ist teilweise Osnabrück die günstiger gelegene Metropolregion. für das nördliche Petershagen und östliche Porta Westfalica ist das Hannover.

### Kreisgliederung
Der Kreis Minden-Lübbecke setzt sich aus elf Kommunen zusammen, von denen acht den Titel Stadt tragen. Die Städte Bad Oeynhausen, Espelkamp, Lübbecke, Petershagen und Porta Westfalica werden als Mittlere kreisangehörige Städte, die Stadt Minden als Große kreisangehörige Stadt eingestuft.
| Name                | Einwohner | Fläche      | Einw./km² | Status                         | Amtlicher Gemeindeschlüssel |
| ------------------- | --------- | ----------- | --------- | ------------------------------ | --------------------------- |
| Bad Oeynhausen      | 050.620   | 0064.83 km² | 781       | mittlere kreisangehörige Stadt | 05 770 004                  |
| Espelkamp           | 025.576   | 0084.21 km² | 304       | mittlere kreisangehörige Stadt | 05 770 008                  |
| Hille               | 016.274   | 0102.99 km² | 158       | kreisangehörige Gemeinde       | 05 770 012                  |
| Hüllhorst           | 013.304   | 0044.70 km² | 298       | kreisangehörige Gemeinde       | 05 770 016                  |
| Lübbecke            | 026.815   | 0065.04 km² | 412       | mittlere kreisangehörige Stadt | 05 770 020                  |
| Minden              | 084.013   | 0101.12 km² | 831       | große kreisangehörige Stadt    | 05 770 024                  |
| Petershagen         | 025.340   | 0211.94 km² | 120       | mittlere kreisangehörige Stadt | 05 770 028                  |
| Porta Westfalica    | 036.521   | 0105.22 km² | 347       | mittlere kreisangehörige Stadt | 05 770 032                  |
| Preußisch Oldendorf | 012.439   | 0068.76 km² | 181       | kreisangehörige Stadt          | 05 770 036                  |
| Rahden              | 016.195   | 0137.48 km² | 118       | kreisangehörige Stadt          | 05 770 040                  |
| Stemwede            | 013.460   | 0166.13 km² | 081       | kreisangehörige Gemeinde       | 05 770 044                  |
|                     | 320.557   | 1152.42 km² | 278       | Kreis Minden-Lübbecke          | 05 770                      |

(Einwohnerzahlen vom 31. Dezember 2024)

### Flächennutzung
| Fläche nach Nutzungsart    | Gesamt  | Landwirt- schaftsfläche | Wald- fläche | Siedlungs- und Verkehrsfläche | Wasser- fläche | Sonstige Nutzung |
| -------------------------- | ------- | ----------------------- | ------------ | ----------------------------- | -------------- | ---------------- |
| Fläche in km²              | 1152,22 | 756,7                   | 128,98       | 220,13                        | 34,08          | 12,33            |
| Anteil an der Gesamtfläche | 100 %   | 65,7 %                  | 11,2 %       | 19,1 %                        | 3 %            | 1 %              |

Waldanteil in den Gemeinden des Kreises Minden-Lübbecke

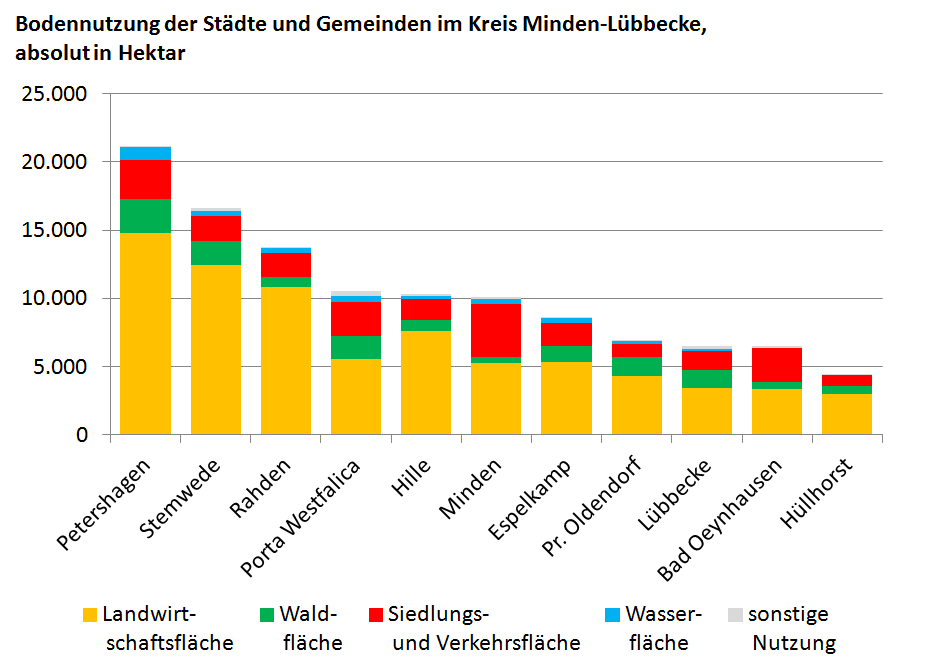
Bodennutzung in den Gemeinden des Kreises Minden-Lübbecke

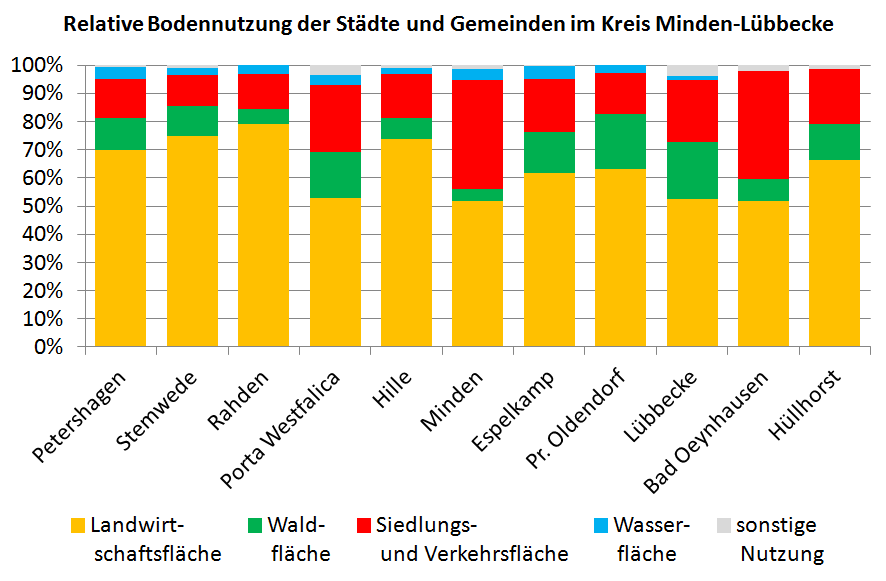
Relative Bodennutzung im Kreis Minden-Lübbecke aufgeschlüsselt nach Kommunen

Anteil der Gewässerflächen an der Gemeindefläche

Das Land stellt im Norden von Natur aus eine Geest mit Sandern und Mooren dar; die Böden haben eine geringe natürliche Fruchtbarkeit, der Anteil an Grünland ist hoch. Weite Bereiche sind aufgeforstet. Der Grünlandanteil nimmt im nördlichen Kreisgebiet von Osten nach Westen stetig zu. In der Bastauniederung ist überwiegend Grünland (Mindener Wiesen), teilweise auch nicht genutztes Unland (Moor). Ein anderes Bild bietet der nördliche Gebirgsrandstreifen. Dort findet sich Boden mit guter Eignung für intensiven Ackerbau. Auch im südlich gelegenen Ravensberger Land bietet die eiszeitliche Lößauflage eine größere Bodenfruchtbarkeit mit intensiver Landnutzung.
Der Waldanteil im Kreis ist mit 11,2 % der Fläche vergleichsweise gering (Deutschland 30 %, NRW 25,5 %). Dennoch kann man von Preußisch Oldendorf bis Porta Westfalica auf dem Kammweg des Wiehengebirges und östlich der Weser auf dem Kamm des Wesergebirges, den Kreis komplett von Westen nach Osten durchwandern, ohne den Wald zu verlassen. Auch die Stadt Espelkamp gilt als „Stadt im Wald“. Im Norden des Kreises gibt es einen Streifen hoher Bewaldung: Der Lever Wald bildet zusammen mit dem Espelkamper Wäldern (Kleihügel, Gabelhorst), dem Osterwald, der Pohlschen Heide, dem Mindener Wald und dem Heisterholz einen zwar nicht komplett geschlossenen, doch signifikanten Waldgürtel, der das nördliche Minden-Lübbecker Land im Zuge der Landesstraße 770 auf einer Länge von 31 Kilometern durchzieht und im Schaumburger Wald seine Fortsetzung findet.
Die Wälder von Wiehengebirge (4290 ha) und Wesergebirge (980 ha) sind die größten geschlossenen Waldgebiete. Sie gehen auf die Aufforstung in Preußen Anfang des 19. Jahrhunderts zurück. Zuvor wurde das Wiehengebirge bis zum Gebirgskamm hin weidewirtschaftlich genutzt. Nennenswert sind außerdem das Gebiet der Stemmer Berge (750 ha), das Heisterholz (Staatsforst Minden, 850 ha), die Pohlsche Heide (690 ha) und der Lever Wald (610 ha). Aufgeschlüsselt nach Kommunen liegt der Waldanteil zwischen knapp 20 % in Lübbecke und kaum 3 % in Rahden.
Der Anteil der landwirtschaftlichen Nutzfläche liegt mit 65,7 % deutlich über dem Landesdurchschnitt (49,2 %) und ist auch der höchste Wert aller Landkreise des Regierungsbezirkes Detmold (Durchschnitt OWL: 57,3 %). Auf kommunaler Ebene schwankt dieser Wert zwischen Bad Oeynhausen (rund 30 %) und der Stadt Rahden (über 80 %). Letztere Kommune weist den größten Anteil landwirtschaftlicher Nutzfläche in Ostwestfalen-Lippe überhaupt auf.
Mit 3 % hat der Kreis einen vergleichsweise hohen Anteil an Gewässerflächen, der signifikant höher liegt als im Landesdurchschnitt (1,9 %). Dazu tragen vor allem die Weser, Mittellandkanal und die beidseitig gelegenen Teiche und Seen sowie die großen Moorseen in der Bastauniederung bei. Im Kreisgebiet gibt es zahlreiche Seen, die allerdings meist deutlich kleiner als 100 Hektar sind. Drei von ihnen sind offizielle Badeseen des Landes Nordrhein-Westfalen, zum Beispiel der Große Auesee.

## Natur

### Geologie

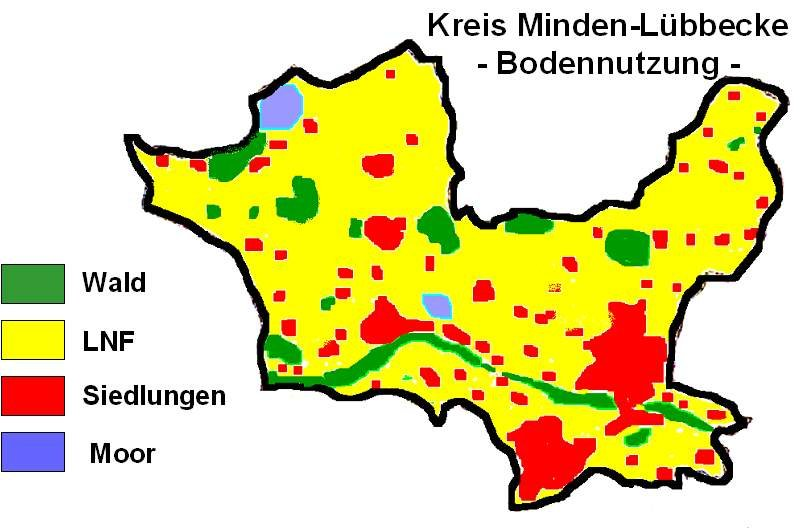
Bodennutzung im Kreis Minden-Lübbecke

Parallel zum Wiehengebirge verläuft zur Weser hin ein ca. 3–4 km breites Urstromtal. Zahlreiche Findlinge, darunter einer der größten Norddeutschlands in Tonnenheide, sind Zeugen der vorletzten Eiszeit, der Saaleeiszeit. Im Lübbecker Lößland wurde während der Eiszeit Löß abgelagert.

### Klima
Der Kreis hat mitteleuropäisch-ozeanisches Klima mit mäßig warmen Sommern und relativ milden Wintern. Die Jahresmitteltemperatur liegt bei etwa 8,5–9,5 °C. Die Niederschläge sind etwa gleichmäßig im Jahr verteilt und betragen 650–800 mm. Schneereiche oder kalte Winter treten selten auf. Prägend sind die vom Atlantik Niederschläge mit sich führenden Winde mit der Vorzugswindrichtung West bis Nordwest. Weniger Niederschläge, dafür meist Hitze im Sommer und Kälte im Winter bringen die aus Osten kommenden Winde. Das Niederschlagsmaximum findet sich meist im Juni, lokal auch im Winter. Für Minden und Rahden-Varl ergibt sich:
|                   | Jan  | Feb  | Mär  | Apr  | Mai  | Jun  | Jul  | Aug  | Sep  | Okt  | Nov  | Dez  |   |       |
|                   |      |      |      |      |      |      |      |      |      |      |      |      |   |       |
| Niederschlag (mm) | 57,1 | 42,6 | 52,9 | 51,5 | 61,2 | 80,2 | 63,8 | 68,1 | 58,5 | 46,3 | 55,8 | 63,5 | Σ | 701,5 |

|  |

|  |

|  |

|  |

|  |

|  |

|  |

|  |

|  |

|  |

|  |

|  |

|  |

|  |

|  |

|  |

|  |

|  |

|  |

|  |

|  |

|  |

|  |

|  |

|                        | Jan  | Feb  | Mär  | Apr  | Mai  | Jun  | Jul  | Aug  | Sep  | Okt  | Nov  | Dez  |   |       |
| Mittl. Temperatur (°C) | 1,0  | 1,5  | 4,2  | 7,7  | 12,3 | 15,2 | 16,7 | 16,6 | 13,5 | 9,6  | 4,9  | 2,1  | ⌀ | 8,8   |
|                        |      |      |      |      |      |      |      |      |      |      |      |      |   |       |
| Niederschlag (mm)      | 53,6 | 41,3 | 50,5 | 50,5 | 62,3 | 78,3 | 63,5 | 65,7 | 57,0 | 48,9 | 56,1 | 64,4 | Σ | 692,1 |

|  |

|  |

|  |

|  |

|  |

|  |

|  |

|  |

|  |

|  |

|  |

|  |

|  |

|  |

|  |

|  |

|  |

|  |

|  |

|  |

|  |

|  |

|  |

|  |

In Lübbecke liegt die mittlere Tagestemperatur an durchschnittlich 37 Tagen (in den Monaten November bis März) unter 0 °C. Die Zahl der Sonnenscheinstunden beträgt 1435 Stunden im Jahr, mit einer jahreszeitlichen Schwankung von 200 Stunden im Juni und 32 Stunden im Dezember.
Im Kreisgebiet bestehen drei mesoklimatische Teilgebiete:
- Das Norddeutsche Tiefland mit der Wesertalung: Hier treten beider relativ niedrigen Höhenlage höhere Durchschnittstemperaturen auf, im Durchschnitt mit Jahresmittelwerten bis zu 9,3 °C im äußersten Norden. Am 20. August 2009 wurde an der Wetterstation in Rahden-Varl mit 37,8 °C die höchste Temperatur Deutschlands des Jahres 2009 erreicht.[11] Besonders warm sind die geschützten Lagen in der Wesertalung und die relativ niedrig gelegenen Gegenden im Norden des Kreisgebietes. Diese zählen neben der Warburger Börde zu den niederschlagsärmsten Gegenden Ostwestfalen-Lippes. Im äußersten Norden bei Rahden liegt die jährliche durchschnittliche Niederschlagsmenge bei etwa 630–700 mm.
- Die Mittelgebirge: Die Mittelgebirge zeichnen sich im Kreisgebiet durch eine bis zu etwa 1 °C pro Jahr tiefere durchschnittliche Jahresmitteltemperatur als im Tiefland aus. Außerdem werden hier höhere Niederschlagsmengen registriert. Zu unterscheiden ist hier aber besonders im Wiehen- und Wesergebirge die Luv- und Lee-Seite. Während im nördlich gelegenen Lübbecker Lößland das Gebirge Regen abhält bei Jahresniederschlägen von nur 650 mm, treten im südlichen Ravensberger Hügelland ausgeprägte Steigungsregen auf. Im Gebirge selbst und an seiner Südseite summieren sich die Niederschläge auf durchschnittlich mehr als 750–850 mm pro Jahr.
- Das Ravensberger Hügelland: Der Teutoburger Wald schirmt die Ravensberger Mulde gegen die vom Atlantik kommenden Niederschläge etwas ab. Dennoch liegen die durchschnittlichen Jahresniederschlagsmengen in Bad Oeynhausen (724 mm pro Jahr) deutlich über denen im Norddeutschen Tiefland. Durch die Beckenlage zwischen Wiehengebirge, Meller Berge und Teutoburger Wald weist das Hügelland aber dennoch ein relativ mildes Klima auf. Im davon zum Kreisgebiet gehörenden Teil werden in der Werre- und zur Wesertalung hin mit etwa 9,5 °C etwas höhere jährliche Durchschnittstemperaturen registriert als im nördlichen Kreisgebiet.[12]

Folgende Klimadiagramme zeigen die Verteilung der Niederschläge im West-Kreis und im Ost-Kreis (jeweils von Nord nach Süd):

Rahden-Preußisch Ströhen. 40 m. 632 mm
Rahden-Varl. 42 m. 692 mm
Lübbecke. 55 m. 652 mm

Petershagen-Wasserstraße. 36 m. 642 mm
Petershagen. 43 m. 705 mm
Minden. 46 m. 701 mm
Bad Oeynhausen. 70 m. 724 mm

### Fauna
Von den im Kreis lebenden Wildtieren sind insbesondere der Weißstorch (größte Population in Nordrhein-Westfalen), der Uhu und der Wolf, der seit Ende 2014 wieder als heimisch gilt, erwähnenswert. Kreisweit wurde 2019 ein neuer Höchststand mit 88 besetzten Weißstorch-Horsten erreicht. Um das Jahr 1990 war der Kreis, damals mit lediglich drei Storchenpaaren, das einzige verbliebene Gebiet in NRW mit einem Vorkommen dieser Tierart.
Im Osten des Kreises, auf dem Stadtgebiet von Petershagen und zu einem kleinen Teil auf dem Gebiet der Stadt Minden, liegt ein Rotwildbezirk. Östlich der Bundesstraße 482 bis zur Landesgrenze ist Rotwildgebiet. Der Bezirk ist rund 9.000 Hektar groß, davon 250 Hektar ganz im Süden auf Mindener Stadtgebiet, d. h. hier darf Rotwild als Standwild leben; außerhalb wird es konsequent abgeschossen. Die Rotwildbestandsdichte ist allerdings gering mit 0 – 15 Tieren pro 1.000 Hektar. Nach Osten setzt sich das Rotwildgebiet in Niedersachsen in den Schaumburger Wald fort.

### Schutzgebiete

#### Naturschutzgebiete
Im Kreis Minden-Lübbecke gibt es über 60 Naturschutzgebiete. Insgesamt sind rund 7300 ha, also 6,3 Prozent der Kreisfläche, unter Naturschutz gestellt. Die größten Gebiete sind:
- Bastauwiesen mit 1802 ha
- Weseraue mit 767 ha
- Mindenerwald mit 515 ha
- Großes Torfmoor mit 515 ha
- Oppenweher Moorlandschaft mit 492 ha
- Heisterholz mit 403 ha
- Staustufe Schlüsselburg mit 269 ha

#### EU-Vogelschutzgebiete
Neben den Naturschutzgebieten sind im Kreis auch die drei EU-Vogelschutzgebiete „Bastauniederung“, „Oppenweher Moor“ und „Weseraue“ ausgewiesen.

## Geschichte

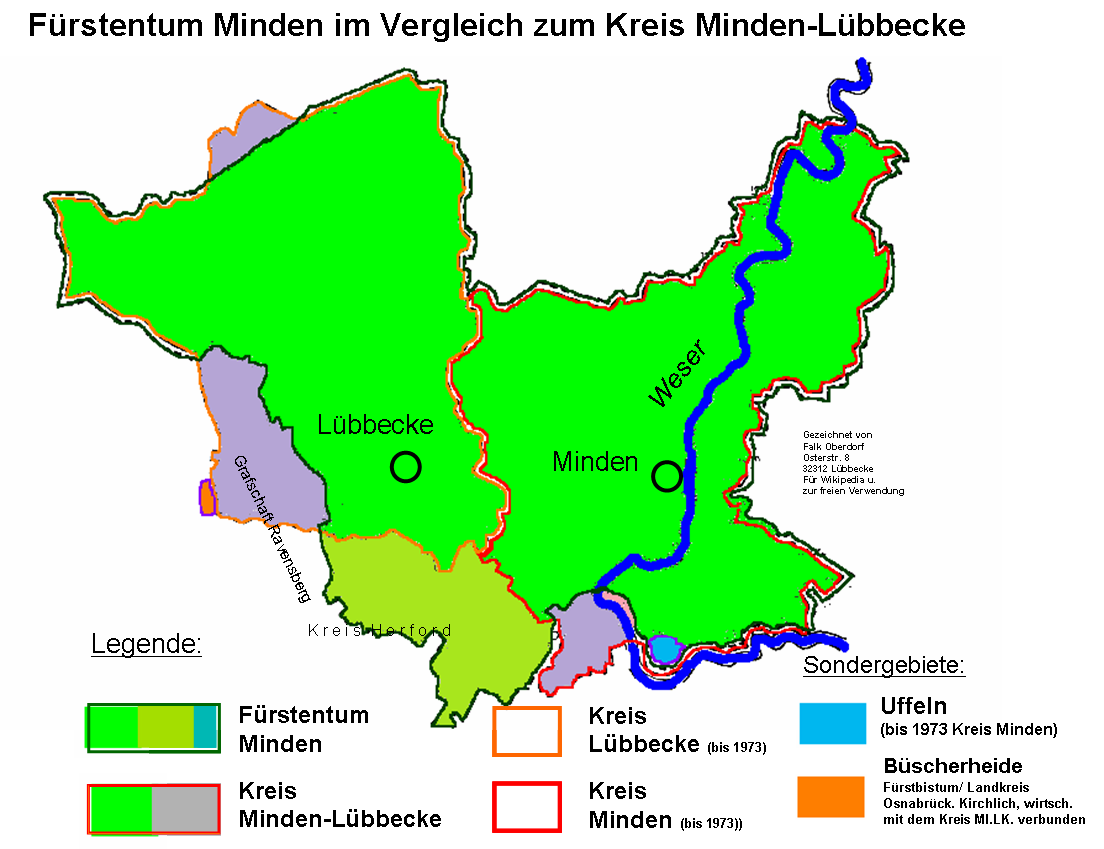
Das Gebiet des Kreises Minden-Lübbecke im Vergleich zu den historischen Territorien des Hochstifts Minden und der Grafschaft Ravensberg

Um 800 gründete Karl der Große im Zuge seiner Auseinandersetzungen mit den Sachsen, die auch im Mindener Land ansässig waren, das Bistum Minden. Sächsischer Stammesfürst und Widersacher Karls war Widukind, der mit der Region bis heute legendenhaft fest verbunden ist (vgl. Evangelische Kirche Bergkirchen).
Das Bistum entwickelte sich im Hochmittelalter als Hochstift Minden zum Reichsfürstentum. Sein Gebiet war bedeutend kleiner als die kirchliche Diözese und entsprach in etwa dem Gebiet des heutigen Kreis Minden-Lübbecke. Einige Gebiete im Süden des heutigen Kreises (Preußisch Oldendorf) gehörten zur sich im 12. Jahrhundert festigenden Grafschaft Ravensberg, die als erstes Territorium dieser Region 1614 an Brandenburg-Preußen fiel.
Im Dreißigjährigen Krieg war das Land schwedisch besetzt. Mit dem Westfälischen Frieden 1648 fiel auch das Hochstift Minden als säkularisiertes Fürstentum Minden an die Kurfürsten von Brandenburg. Bereits seit der Reformation im Mindener Land um 1530 bestand das katholische Bistum Minden nur noch symbolisch fort, hatte aber seinen säkularen Machtanspruch weitgehend verwirkt. Die Regierung des Hochstifts hatte ihren Regierungssitz seit dem 14. Jahrhundert in Petershagen, ab 1650 vorübergehend und ab 1669 dauerhaft in Minden. 1719 schloss Preußen die Grafschaft Ravensberg und das Fürstentum Minden als Minden-Ravensberg verwaltungstechnisch zusammen. Minden wurde Verwaltungshauptstadt Minden-Ravensbergs, ab 1723 Sitz einer Kriegs- und Domänenkammer und begründete seine führende Rolle als Beamten- und Verwaltungsstadt in Ostwestfalen, die es bei 1947 beibehielt. Im Siebenjährigen Krieg wurde das Land zeitweise französisch besetzt, und am 1. August 1759 wurde in der Schlacht bei Minden eine unter französischer Leitung stehende Armee geschlagen.
Im Jahre 1807 errangen französische Truppen die Oberherrschaft, und das Territorium wurde dem von Jerome Bonaparte beherrschten Königreich Westphalen zugeschlagen. Darin hatte der Distrikt Minden im Departement der Weser in etwa die Ausdehnung des vormaligen Fürstentums Minden. 1810 fiel der Teil links der Weser und nördlich der Werre unmittelbar an das Kaiserreich Frankreich (als Distrikt Minden im Departement der Oberen Ems). Der östlich der Weser gelegene Teil blieb im Königreich Westphalen.
1813/14 kam das Land wieder unter preußische Kontrolle – zunächst als Teil des Zivilgouvernements zwischen Weser und Rhein. Bei der Neugliederung des preußischen Staatsgebietes 1815 wurde das Fürstentum Minden nicht wiederhergestellt, der Titel des Fürsten zu Minden blieb jedoch im Großen Titel der preußischen Herrscher erhalten. Das Gebiet wurde Teil des Regierungsbezirks Minden in der Provinz Westfalen. Ab 1816 wurde das heutige Kreisgebiet im Wesentlichen durch das Gebiet der Kreise Minden, und Lübbecke (zunächst Rahden) repräsentiert. Kleinere Teile des heutigen südlichen Kreisgebietes gehörten zunächst zu den Kreisen Bünde und Herford. Minden, das zunächst 1816 kreisfrei war, war jetzt Verwaltungszentrum für ganz Ostwestfalen. Die Stadt wurde zur preußischen Festungsstadt ausgebaut und war seitdem wichtige Garnisonsstadt. Im Kaiserreich wurden mehrmals Herbstmanöver im Mindener Land durchgeführt, die auch der Kaiser inspizierte.
Bis etwa 1862 bestand der Mindener Kreistag, die „Kreisstände“, aus 8 Rittergutsbesitzern einschließlich des Landrats, 4 Abgeordneten der Städte Minden, Petershagen und Bad Oeynhausen und 6 Abgeordneten der Landgemeinden, während der Kreistag in Lübbecke aus 7 Rittergutsbesitzern, einem Abgeordneten der Stadt Lübbecke und 11 Abgeordneten aus den 11 Amtsbezirken bestand.
Nachdem das südliche Kreisgebiet bereits früh von Preußen wirtschaftlich gefördert wurde und sich eine beträchtliche Textil- und Leinenindustrie später auch Tabak- und Zigarrenindustrie in zunächst protoindustrialistischer Arbeitsweise entwickeln konnte, blieb der Norden zunächst agrarisch geprägt, erfuhr aber ab 1916 eine bedeutsame wirtschaftliche Förderung, als der Mittellandkanal eröffnet wurde und sich die Mindener Häfen am Wasserstraßenkreuz Minden zu einem bedeutenden Wirtschaftsfaktor entwickeln konnten.
Nach dem Zweiten Weltkrieg entwickelte sich auf den Resten der Heeresmunitionsanstalt Lübbecke die heutige Stadt Espelkamp zu einer der großen Vertriebenenstädte Deutschlands. Bis in die jüngste Vergangenheit wurde Espelkamp die neue Heimat oder zumindest erster Anlaufpunkt zahlreicher Einwanderer nach Deutschland. Nach dem Zweiten Weltkrieg dominierten vor allem Flüchtlinge aus den verlorenen Ostgebieten des Reiches, später auch Spätaussiedler aus den Staaten der ehemaligen Sowjetunion.
Durch den Beitritt des Freistaats Lippe zu Nordrhein-Westfalen, in dem Minden zunächst weiterhin Verwaltungssitz für den Regierungsbezirk Minden war, verlor es jene „Hauptstadtfunktion“, denn die Lipper hatten in den Lippischen Punktationen mit der Landesregierung eine Verlegung des Sitzes ins lippische Detmold erreichen können. 1974 fand eine kommunale Neuordnung statt.
Die Landesgartenschau Bad Oeynhausen/Löhne 2000 fand an der Grenze der Kreise Minden-Lübbecke (Bad Oeynhausen) und Herford (Löhne) statt, wo sich heute der Landschaftspark Aqua Magica befindet.

### Gebietsänderungen

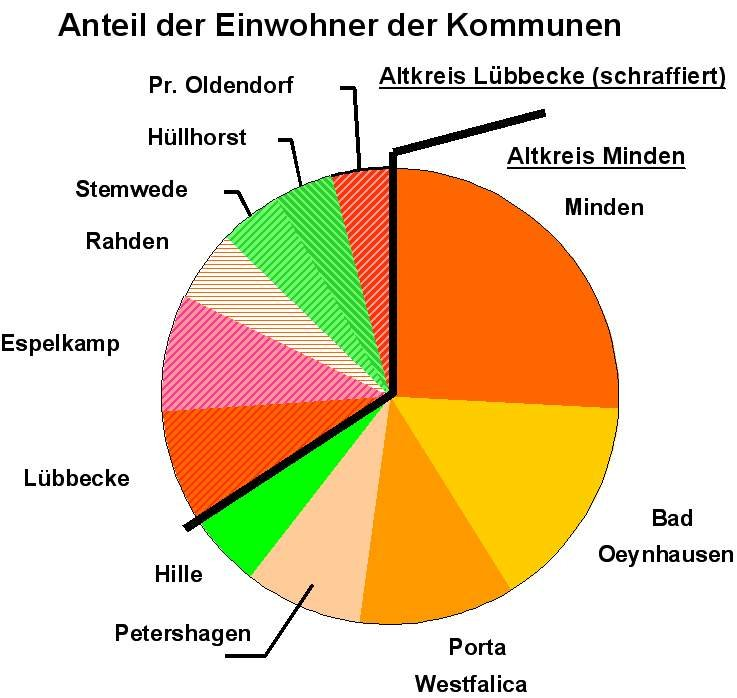
Bevölkerung nach Kommunen, schraffiert = Altkreis Lübbecke, nicht schraffiert = Altkreis Minden, rot = Städte, grün = Gemeinden (Stand 2006)

Der Kreis Minden-Lübbecke wurde mit Wirkung vom 1. Januar 1973 gemäß § 21 des Bielefeld-Gesetzes („Gesetz zur Neugliederung der Gemeinden und Kreise des Neugliederungsraumes Bielefeld“) im Zuge der Gebietsreformen in Nordrhein-Westfalen geschaffen. Die beiden 1816 im Königreich Preußen entstandenen Kreise Minden und Lübbecke wurden aufgelöst und die Verwaltung in Minden konzentriert. Zeitgleich wurden die heutigen Großgemeinden aus mehreren bis dahin selbstständigen Gemeinden gebildet, die zuvor von gebietkörperschaftlichen Ämtern verwaltet worden waren, welche ebenfalls aufgelöst wurden.
Als einzige Grenzveränderung nach außen hin wurde die ehemals im Kreis Minden gelegene Gemeinde Uffeln in den Kreis Herford umgegliedert und ein Ortsteil der Stadt Vlotho.
Im Jahre 2006 wurden etwa 1,6 ha bis dahin niedersächsischen Gebietes im Rahmen eines Staatsvertrages zwischen Niedersachsen und Nordrhein-Westfalen der Stadt Preußisch Oldendorf und damit dem Kreis Minden-Lübbecke zugeschlagen. Das bis 1998 im Besitz des Bundes befindliche Gebiet, das als Korpsdepot 155 und Mobilmachungsstützpunkt von der Bundeswehr benutzt wurde, soll nach Schaffung dieser rechtlichen Grundlage zu einem Gewerbe- und Industriegebiet ausgebaut werden.
Eine kurz nach der Gebietsreform von 1973 zeitweise ins Gespräch gebrachte Eingliederung des niedersächsischen Dorfes Büscherheide im Eggetal nach Preußisch Oldendorf wurde nicht realisiert. Preußisch Oldendorf übernimmt aber seit 2009 im Rahmen eines Staatsvertrages anstelle der niedersächsischen Stadt Bad Essen die Aufgaben der Brandbekämpfung in Büscherheide.

## Bevölkerung

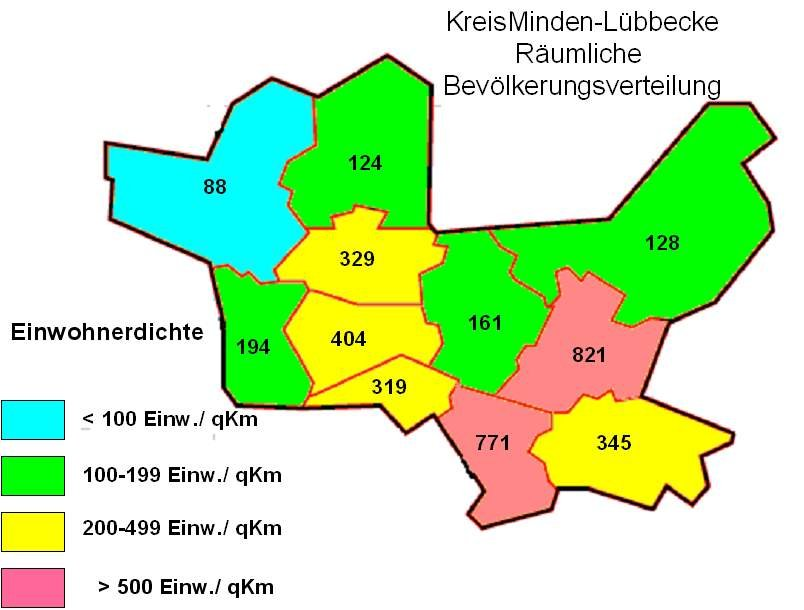
Räumliche Bevölkerungsverteilung

### Bevölkerungsverteilung
Der Kreis liegt mit 270 Einwohnern je km² etwas über dem Bundesdurchschnitt. Die Bevölkerung hat ihren Schwerpunkt im Osten und Süden des Kreisgebiets. In den drei Kommunen Minden, Porta Westfalica und Bad Oeynhausen lebt mehr als die Hälfte der Bevölkerung, wohingegen die Gemeinde Stemwede im Nordwesten des Kreises mit 80 Einw./km² die am dünnsten besiedelte Gemeinde ist.

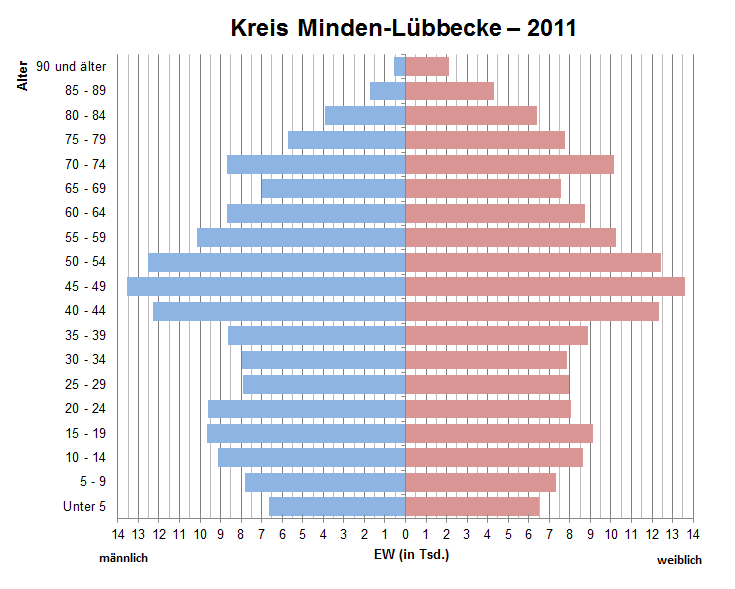
Bevölkerungspyramide für den Kreis Minden-Lübbecke (Datenquelle: Zensus 2011)

### Einwohnerentwicklung
Der Anstieg der Bevölkerungszahl in den letzten Jahrzehnten beruht weitestgehend auf Zuwanderung. Die Zahlen von 1975 bis 1985 sind geschätzte Werte, die Zahlen für 1987 sind Volkszählungsergebnisse, die Zahlen ab 1990 Fortschreibungen des Landesamtes für Datenverarbeitung und Statistik auf Basis der Ergebnisse der Volkszählung von 1987. Die Angaben beziehen sich vor 1985 auf die Wohnbevölkerung und ab 1985 auf die Bevölkerung am Hauptwohnsitz.
| Jahr | Einwohner |
| ---- | --------- |
| 1975 | 289.979   |
| 1980 | 286.896   |
| 1985 | 279.650   |
| 1987 | 282.588   |
| 1990 | 298.771   |
| 1995 | 316.139   |

| Jahr | Einwohner |
| ---- | --------- |
| 2000 | 322.789   |
| 2005 | 321.965   |
| 2010 | 314.153   |
| 2015 | 313 050   |
| 2020 | 310.270   |
| 2022 | 315.974   |

### Religionen
Der Kreis ist seit der Reformation im Bistum Minden um 1550 protestantisch in vorherrschend evangelisch-lutherischer Ausprägung. Der bis heute katholische Dom in Minden, zahlreiche andere Kirchengebäude und ehemalige Klöster zeugen noch immer von der einstigen Stellung Mindens als Sitz eines Bischofs. Die protestantischen Gemeinden zählen zur Evangelischen Kirche von Westfalen und gliedern sich in die Kirchenkreise Minden, Lübbecke, Vlotho.
Der katholischen Bevölkerungsanteil im Kreisgebiet ist hauptsächlich Ergebnis der Migrationsbewegungen im 20. Jahrhundert infolge Vertreibung und Flucht sowie der allgemeinen Binnenmigration; die katholischen Gemeinden gehören zum Dekanat Herford-Minden im Erzbistum Paderborn.
Bemerkenswert ist der hohe Anteil mennonitischer Bevölkerung in der Gegend um Espelkamp. Das Wachstum dieser evangelischen Gruppe ist durch den Zuzug von Spätaussiedlern aus der früheren Sowjetunion und ihren Nachfolgestaaten begründet. In den letzten Jahrzehnten wanderten auch muslimische Gläubige zu. In Minden gibt es wieder eine kleine jüdische Gemeinde, nachdem die jüdische Bevölkerung durch die Pogrome im nationalsozialistischen Deutschland stark dezimiert wurde.

### Konfessionsstatistik
Gemäß dem Zensus 2022 waren (Anfang 2022) 48,6 % der Einwohner evangelisch, 7,5 % katholisch und 43,9 waren konfessionslos, gehörten einer anderen Glaubensgemeinschaft an oder machten keine Angabe. Der Kreis Minden-Lübbecke war im Jahr 2022 einer von drei Kreisen in Nordrhein-Westfalen, die eine evangelische Mehrheit hatten.
Laut kirchliche Statistik gehören fast alle Protestanten im Kreis Minden-Lübbecke den evangelische Kirchenkreise Minden und Lübbecke an. Ende 2023 hatten diese Zwei Kirchenkreise 3393 weniger Gemeindeglieder (1 Prozentpunkt der Gesamtbevölkerung) wie im Vorjahr.

## Politik und Verwaltung

### Kreistag
Das Ergebnis der Kreistagswahl am 13. September 2020 zeigen die Diagramme.
- Linke: 2
- Grüne: 11
- SPD: 18
- FWG: 2
- FDP: 4
- CDU: 23
- AfD: 4

| Wahl | CDU | SPD | GRÜNE | FDP | FWG1 | Linke | REP | UB-UWG2 | ödp | pro NRW3 | Piraten | AfD | Gesamt   |
| ---- | --- | --- | ----- | --- | ---- | ----- | --- | ------- | --- | -------- | ------- | --- | -------- |
| 2020 | 23  | 18  | 11    | 4   | 2    | 2     | –   | 0       | –   | –        | –       | 4   | 64 Sitze |
| 2014 | 22  | 21  | 6     | 3   | 2    | 2     | 0   | 1       | 0   | 0        | 1       | 2   | 60 Sitze |
| 2009 | 23  | 20  | 6     | 5   | 2    | 2     | 0   | 1       | 0   | 1        | 0       | 0   | 60 Sitze |
| 2004 | 26  | 21  | 5     | 4   | 2    | 0     | 2   | 0       | 0   | –        | 0       | 0   | 60 Sitze |
| 1999 | 29  | 23  | 4     | 3   | 0    | 0     | 0   | 0       | 1   | –        | 0       | 0   | 60 Sitze |
| 1994 | 24  | 27  | 6     | 4   | 0    | 0     | 0   | 0       | 0   | –        | 0       | 0   | 61 Sitze |
| 1989 | 22  | 29  | 5     | 5   | 0    | 0     | 0   | 0       | 0   | –        | 0       | 0   | 61 Sitze |
| 1984 | 23  | 28  | 5     | 5   | 0    | 0     | 0   | 0       | 0   | –        | 0       | 0   | 61 Sitze |

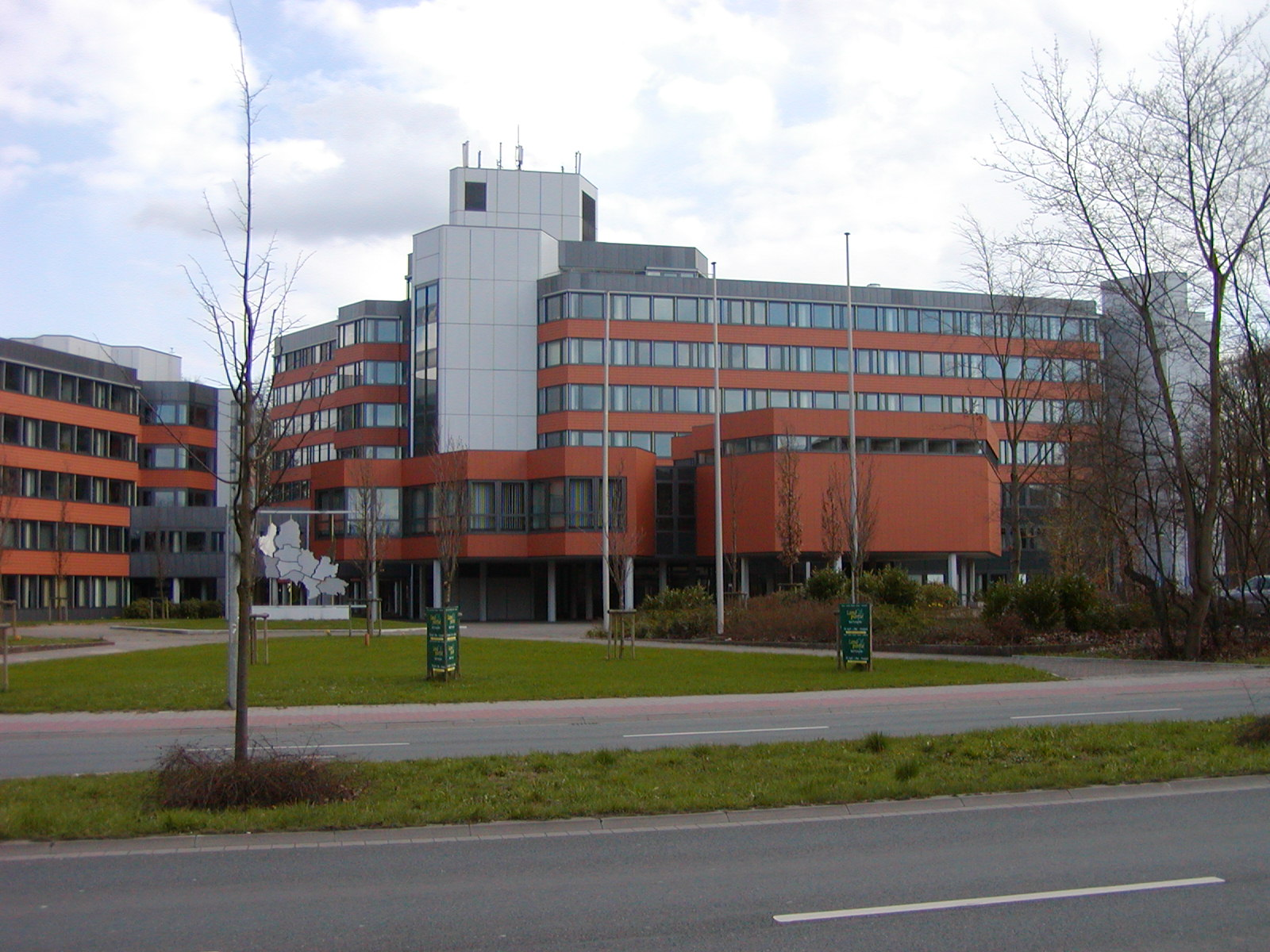
Kreishaus in Minden

1FWG Mühlenkreis – Freie Wählergemeinschaft Minden-Lübbecke

2Unabhängige Bürgerpolitik – Unabhängige Wählergemeinschaft

3Das Kreistagsmitglied der Republikaner wechselte im Laufe der Amtszeit zu pro NRW
Für die Wahlperiode 2014–2020 haben CDU und SPD eine Koalition gebildet.

### Landräte
Politisch wurde der Kreis bis 1999 von der Doppelspitze aus Oberkreisdirektor als hauptamtlicher Leiter der Kreisverwaltung und dem ehrenamtlichen Landrat mit repräsentativen Aufgaben geführt, die beide vom Kreistag gewählt wurden. Seit 1999 werden diese Funktionen durch einen in Direktwahl gewählten hauptamtlichen Landrat vereinigt. Seine Amtszeit betrug in den ersten Amtsperioden zunächst 5 Jahre, seit 2009 im Regelfall sechs Jahre.
| Amtszeit | Landrat                      | Partei | Wahlergebnis      | Bemerkung                                           |
| --- | ---------------------------- | ------ | ----------------- | --------------------------------------------------- |
| 1973–1984 | Hermann Struckmeier          | CDU    | –                 | ehrenamtlich                                        |
| 1984–1999 | Heinrich Dietmar Borcherding | SPD    | –                 | ehrenamtlich, ab Januar 1999 hauptamtlich           |
| 1999–2004 | Wilhelm Krömer               | CDU    | 54,3 %2           | hauptamtlich, vorzeitige Amtsabgabe (Pensionierung) |
| 2004–2007 | Wilhelm Krömer               | CDU    | 53,7 %1           | hauptamtlich, vorzeitige Amtsabgabe (Pensionierung) |
| 2007–2009 | Ralf Niermann                | SPD    | 53,1 %2           | hauptamtlich, 2009 ohne erneute Wahl                |
| 2009–2014 | Ralf Niermann                | SPD    | 53,1 %2           | hauptamtlich, 2009 ohne erneute Wahl                |
| 2014–2020 | Ralf Niermann                | SPD    | 49,5 %1 63,9 %2   | –                                                   |
| 2020–2022 | Anna Bölling                 | CDU    | 46,32 %1 63,73 %2 | hauptamtlich                                        |
| seit 2023 | Ali Doğan                    | SPD    | 48,48 %1 55,82 %2 | hauptamtlich                                        |
| Seit 1999 Direktwahl: 1 Stimmenanteil im ersten Wahlgang 2 Stimmenanteil im zweiten Wahlgang (Stichwahl) Quellen: Landeswahlleiterin des Landes Nordrhein-Westfalen |                              |        |                   |                                                     |

### Stellvertretende Landräte
Die Vertretung des Landrats bei seinen repräsentativen Aufgaben sowie im Vorsitz des Kreistages übernehmen die vom Kreistag für die Dauer seiner Wahlperiode gewählten stellvertretenden Landräte.
- 2014–? als erste stellvertretende Landrätin Kirstin Korte (CDU)
- 2014–? als zweiter stellvertretender Landrat Reinhard Wandtke (SPD)
- ?–2022 als erster stellvertretende Landrat Michael Grosskurth (CDU)
- ?–2023 als dritter stellvertretende Landrat Siegfried Gutsche (Bündnis 90/die Grünen)

### Oberkreisdirektoren 1973–1998
- 1973–1974: Horst Rosenbusch (SPD)
- 1974–1993: Rolf Momburg
- 1994–1998: Alfred Giere (SPD)

### Kreisdirektoren
Allgemeiner Vertreter des Landrats ist der vom Kreistag für die Dauer von acht Jahren gewählte Kreisdirektor. Bei einer Verhinderung des Landrats oder bei einer Vakanz des Amtes nimmt er die Aufgabe des Landrats als Leiter der Kreisverwaltung wahr.
- 1999–2023: Cornelia Schöder (SPD)
- seit 2023: Nicole Streitz (CDU)

### Sonstiges
Im Kreisgebiet Minden-Lübbecke wurden mit Bianca Winkelmann (CDU), Christina Weng (SPD), Benjamin Rauer (Bündnis 90/Die Grünen), Christian Dahm (SPD) und Markus Wagner (AfD) für den Landtag sowie mit Achim Post (SPD) und Oliver Vogt (CDU) zwei Abgeordnete für den Bundestag gewählt.

### Wappen, Flagge und Banner
| Banner, Wappen und Hissflagge |  |
|                               |  |
|                               |  |

Das Wappen des Kreises Minden-Lübbecke wurde durch den Regierungsbezirk Detmold am 11. September 1973 genehmigt. Blasonierung:
„Im gespaltenen Schild vorn in Rot zwei silberne (weiße) schräg gekreuzte Schlüssel mit abgewendeten Barten, hinten in Silber (Weiß) drei rote Sparren.“
Das Wappen des Kreises folgt damit weitgehend der Darstellung des Wappens des Kreises Minden. Die gekreuzten Schlüssel auf rotem Feld entstammen dem Wappen des Kreises Lübbecke, sie symbolisieren den Schlüssel des Heiligen Petrus, waren Symbol der Bischöfe von Minden und sind auch im Wappen des Bistums Minden, des Fürstentum Minden und der Stadt Minden vertreten. Das heraldisch rechte Feld – die ravensbergischen Sparren – stammt aus dem Wappen der Grafschaft Ravensberg.
Banner und Flagge sind ebenfalls mit dem Wappen verliehen worden:
- „Der Kreis führt eine rot und weiß längsgestreifte (geteilte) Flagge mit dem von der Mitte zur Stange verschobenen Wappenschild des Kreises.“
- „Der Kreis führt ein rot und weiß längsgestreiftes (gespaltenes) Banner mit dem Wappenschild des Kreises in der Mitte der oberen Hälfte.“[35]

### Kreispatenschaften
Der Kreis Minden-Lübbecke unterhält Patenschaftsprogramme mit dem Bezirk Hermagor in Österreich, dem Kreis Viljandi in Estland und dem Landkreis Uckermark (ab 1990).
Der Kreis Minden-Lübbecke ist, in der Nachfolge des Landkreises Minden seit 1954 Patenkreis für den ehemaligen Landkreis Königsberg (Pr.), ab 1939 mit dem Landkreis Fischhausen zum Landkreis Samland vereinigt.

## Verkehr

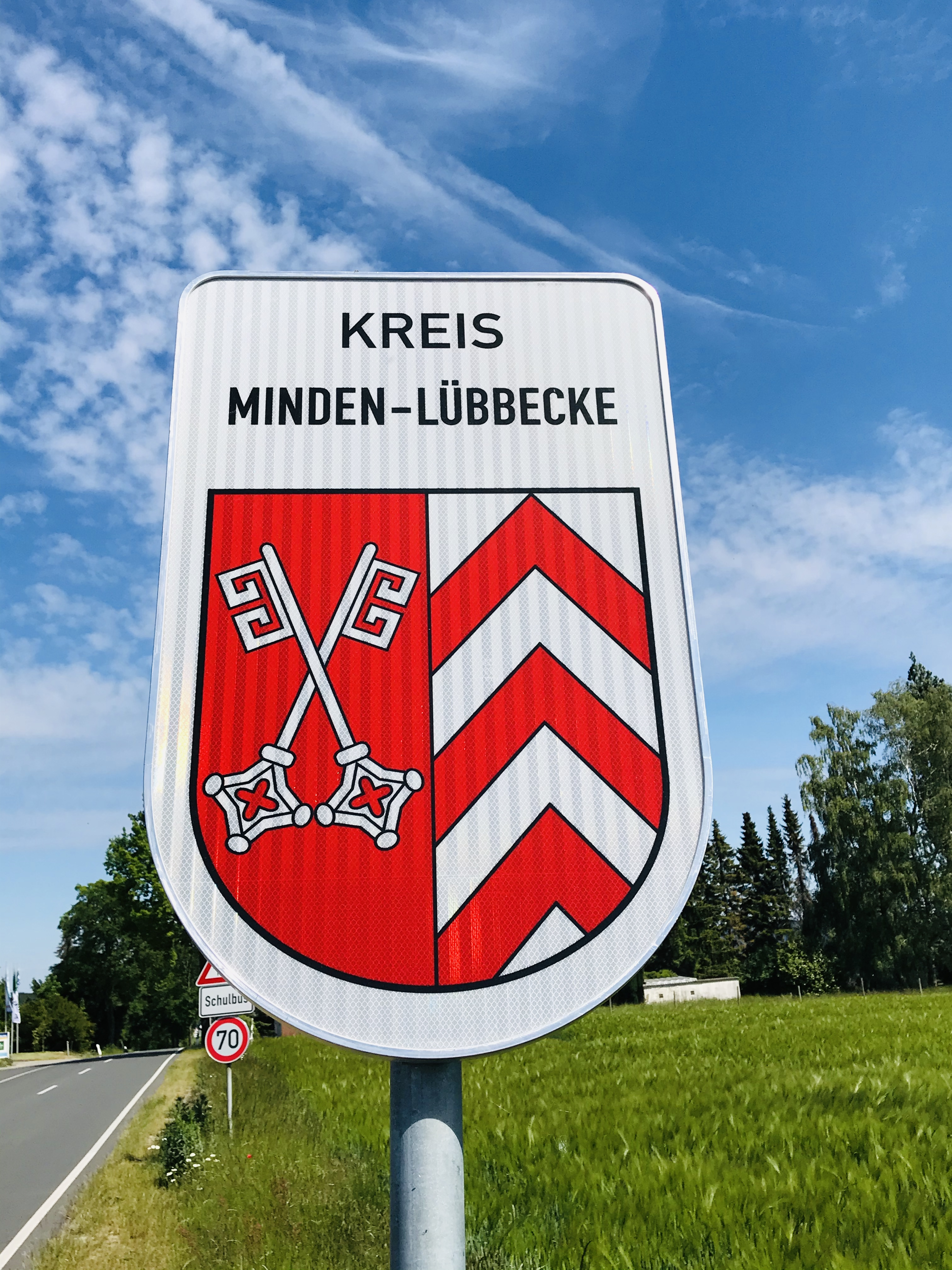
Kreisgrenze in Preußisch Oldendorf (OT Börninghausen)

### Straßenverkehr
Durch das südöstliche Kreisgebiet verlaufen die Bundesautobahnen 2 und 30. Die Bundesstraße 65 verbindet als Ost-West-Achse von Osnabrück nach Hannover nördlich vor dem Wiehen- und Wesergebirge die Zentren der beiden Kreisteile Minden und Lübbecke. Im nördlichen Kreisgebiet verbindet die L 770 die Städte Bohmte über Stemwede, Espelkamp, Hille und Petershagen bis nach Wiedensahl und schafft damit mit der Weserbrücke in Petershagen eine gute ausgebaute Ost-West-Achse.
Nord-Süd-Verbindungen laufen über die weserparallelen Bundesstraßen 482 und B 61 sowie im Westkreis die B 239, eine Nord-Süd-Verbindung von Diepholz über Herford und Detmold bis nach Bad Meinberg. Die B 51 führt zwischen Bohmte und Diepholz im äußersten Westen bei Dielingen ein kurzes Stück durch das Kreisgebiet. Im äußersten Süden verbindet die Bundesstraße 514 in Fortsetzung der A 30 Bad Oeynhausen mit Vlotho und Kalletal.

### Schienenverkehr
Das Kreisgebiet wird von der für den Personen- und Güterverkehr in west-östlicher Richtung bedeutenden Hauptstrecke Berlin–Hannover–Ruhrgebiet und der Bahnstrecke Hannover–Osnabrück–Amsterdam durchquert. Von diesen Strecken zweigen zwei eingleisige Nebenbahnen ab: die Bahnstrecke Bünde–Bassum und die Bahnstrecke Nienburg–Minden. Die Bahnstrecke Elze–Löhne führt mit zwei Teilstücken in Bad Oeynhausen und Porta Westfalica durch das Kreisgebiet. Zudem gibt es noch das Netz der Mindener Kreisbahnen, die Teile davon noch rund um Minden betreiben. Zudem gibt es noch diverse Güteranaschlussgleise, das bekannteste ist der tägliche Güterzug, der die produzierten Spirituosen vom Berentzen-Standort in Minden zum Lager nach Stadthagen bringt und hierfür die extra rekonstruktoerte Kleinbahnbrücke über die Weser nutzt.

### Luftverkehr
In Porta Westfalica-Vennebeck befindet sich ein Regional- und Segelflugplatz. Der nächste internationale Flughafen ist der 60 km östlich liegende Flughafen Hannover.

### Schiffsverkehr
Bei Minden quert im Wasserstraßenkreuz Minden der in west-östlicher Richtung verlaufende Mittellandkanal, die zweite Bundeswasserstraße des Kreises, die Weser. Die Kanallänge im Kreisgebiet beträgt 39 Kilometer.
Weser und Kanal sind über mehrere Schleusen, u. a. die Schachtschleuse, miteinander verbunden. Die Häfen entlang des Kanals werden im sogenannten Hafenband zusammengefasst und gemeinsam vermarktet, sie befinden sich in Minden, Hille, Lübbecke, Espelkamp und Preußisch Oldendorf. An seinem östlichen Ende liegt der neue RegioPort Weser als Containerumschlaghafen an der Grenze zu Niedersachsen.

### Fahrrad
An einigen Bahnhöfen (Minden, Bad Oeynhausen) gibt es Fahrradstationen. Mehrere Radfernwege und lokale Radwege wie der stark frequentierte Weserradweg durchqueren das Kreisgebiet. An die Bezeichnung des Kreises als Mühlenkreis knüpft die Mühlenroute an; die Wellness-Radroute verbindet die fünf großen Heilbäder südlich des Kreises.

## Wirtschaft
Im Zukunftsatlas 2016 belegte der Kreis Minden-Lübbecke Platz 154 von 402 Landkreisen, Kommunalverbänden und kreisfreien Städten in Deutschland und zählt damit zu den Regionen mit „ausgeglichenem Chancen-Risiko Mix“.
Minden ist Standort für die Nahrungsmittel- und Chemieindustrie; dort befindet sich der Hauptsitz von Melitta. In Bad Oeynhausen liegt der Schwerpunkt auf medizinischen Einrichtungen.
Der Arbeitsmarkt des Kreises registrierte im September 2010 eine Zahl von 112264 sozialversicherungspflichtig Beschäftigten im Kreis.

### Landwirtschaft

Anteil der Landwirtschaftsfläche in den Gemeinden des Kreises

Im Jahr der letzten Agrarstrukturerhebung 2010 bestanden im Kreisgebiet 1.594 landwirtschaftliche Betriebe, die insgesamt eine Fläche von über 64.000 ha bewirtschaften. Mit knapp 53.000 ha entfallen davon über 80 % auf den Ackerbau. Knapp 11.000 ha werden als Dauergrünland bewirtschaftet, lediglich 144 ha entfallen auf Dauerkulturen.
Ein großer Anteil des Kreisgebietes wird landwirtschaftlich genutzt. Jedes fünfte Rind und jedes vierte Schwein des Regierungsbezirks Detmold werden im Kreis Minden-Lübbecke gehalten, obwohl dieser nur rund 17,6 Prozent der Fläche des Regierungsbezirks ausmacht.

### Tourismus
Der Kreis zählt jährlich rund 1,5 Mio. Übernachtungen. Hierbei handelt es sich vor allem um Kurgäste und Reha-Patienten mit Schwerpunkt in den Heilbädern Bad Holzhausen und Bad Oeynhausen. Das Wiehengebirge als das nächstgelegene Mittelgebirge für große Teile Norddeutschlands, ja sogar Teile der Niederlande, hat eine gewisse Anziehungskraft.

### Medien
Das führende Presseorgan ist das Mindener Tageblatt. Die Konkurrenzzeitungen Westfalen-Blatt und Neue Westfälische sind in einigen Gemeinden im Westen und Süden des Kreises mit Lokalausgaben vertreten.
Der Kreis Minden-Lübbecke liegt im Verbreitungsgebiet des WDR mit dem Landesstudio Bielefeld. Hier werden auch lokale Sendungen produziert. Im Kreis sendet zudem noch der private Rundfunk Radio Westfalica.

## Öffentliche Einrichtungen
Die Kreisverwaltung befindet sich in der Kreisstadt Minden mit Außenstellen in anderen Gemeinden des Kreises und beschäftigt über 1500 Mitarbeiter (Stand 2019).
Die Rechtspflege wird durch Amtsgerichte in den Städten Minden, Oeynhausen, Lübbecke und Rahden gewährleistet. Das Arbeitsgericht Minden ist für den Kreis Minden-Lübbecke zuständig, das Verwaltungsgericht Minden für den gesamten Regierungsbezirk Detmold.
Das Wasserstraßen- und Schifffahrtsamt Mittellandkanal / Elbe-Seitenkanal mit einem Standort in Minden ist als Bundesbehörde zuständig für den westlichen Teil des Mittellandkanals und einen Teil der Weser in Niedersachsen und Nordrhein-Westfalen.
Bad Oeynhausen, Minden, Lübbecke und Rahden sind Standorte der Mühlenkreiskliniken mit insgesamt rund 2300 Betten. In Bad Oeynhausen befinden sich das Herz- und Diabeteszentrum Nordrhein-Westfalen sowie die Auguste-Victoria-Klinik als 100%ige Tochtergesellschaft der Mühlenkreiskliniken und mehrere Kliniken in privater Trägerschaft.
In Lübbecke befindet sich das vom Paritätischen Sozialverein unterhaltene Hospiz Veritas. Beim Paritätischen Sozialverein im Kreis Minden-Lübbecke ist auch die Selbsthilfe-Kontaktstelle angesiedelt. Dort bekommt man Kontakt zu annähernd 300 im Kreis Minden-Lübbecke aktiven Selbsthilfegruppen.
Schulen in Trägerschaft des Kreises sind das Freiherr-vom-Stein-Berufskolleg mit Standorten in Minden und Bad Oeynhausen, das Leo-Sympher-Berufskolleg in Minden und das Berufskolleg Lübbecke mit einem Nebenstandort in Espelkamp. Förderschulen gibt es in Hille-Mindenerwald, Hille-Eickhorst und Minden-Rodenbeck.
In Hille befindet sich das Entsorgungszentrum Pohlsche Heide, indem die im ganzen Kreis anfallende Abfallmenge behandelt und entsorgt wird.

## Öffentlichkeitsarbeit
Im Kreis Minden-Lübbecke begann man seit den 1970er Jahren, einen Großteil der im Kreis vorhandenen Wind-, Wasser- und Rossmühlen mit aufwendigen Programmen zu erhalten. Diese Initiativen wurden vom Kreis nachhaltig unterstützt, unter anderem von Oberkreisdirektor Momburg. Ab den 1980er Jahren trat der Kreis zunehmend als Mühlenkreis auf und gab sich Ende der 1990er Jahre dazu ein Logo, das bei öffentlichen Auftritten genutzt wird. Die hier gegründete Westfälischen Mühlenstraße verläuft zum großen Teil im Kreis. Die in den 1980er Jahren gegründete Deutsche Gesellschaft für Mühlenkunde und Mühlenerhaltung hat die Geschäftsstelle in einem vom Kreis betriebenen Mühlenbauhof in Petershagen.

## Sport
Zwei Mannschaften aus dem Kreis sind in der Handball-Bundesliga vertreten, der TuS Nettelstedt-Lübbecke und der GWD Minden.

## Kfz-Kennzeichen
Am 1. Juli 1956 wurde dem Landkreis Minden bei der Einführung der bis heute gültigen Kfz-Kennzeichen das Unterscheidungszeichen MI zugewiesen, das auch im Kreis Minden-Lübbecke ausgegeben wurde. Bis in die 1990er Jahre erhielten Fahrzeuge aus dem Altkreis Lübbecke Kennzeichen mit den Buchstabenpaaren EA bis LZ und den Zahlen von 100 bis 999.
In der Diskussion um die seit dem 1. November 2012 ermöglichte Kennzeichenliberalisierung sprachen sich Lokalpolitiker des Lübbecker Landes, wie z. B. der Bürgermeister der Stadt Lübbecke, dafür aus, das Kennzeichen LK des Altkreises Lübbecke wieder einzuführen. Der Kreisausschuss des Kreises Minden-Lübbecke lehnte einen entsprechenden Antrag im Februar 2012 ab.
Im März 2025 hat der Kreistag mehrheitlich beschlossen, dass ab dem 10. Mai 2025 das Kfz-Kennzeichen LK wieder im gesamten Landkreis ausgegeben werden kann.

## Film
- Autobahn, Dokumentarfilm über die Verkehrssituation in Bad Oeynhausen und den Bau der Nordumgehung, 2019, 85 Min., Buch und Regie: Daniel Abma, Premiere: DOK Leipzig 2019,  www.autobahn-film.de